# Havelberg
Havelberg is een stad in de Duitse deelstaat Saksen-Anhalt, gelegen in de Landkreis Stendal. De plaats telt 6.436 inwoners. Havelberg heeft de status van Staatlich anerkannter Erholungsort.

## Indeling gemeente
De gemeente bestaat, volgens artikel 1, lid 1 van haar Hauptsatzung (hoofdgemeenteverordening) volgens de versie d.d. 25 maart 2021, uit de gelijknamige stad (Hansestadt Havelberg) en de volgende 14 Ortsteile: Dahlen, Damerow, Garz, Jederitz, Klein Damerow, Kuhlhausen, Kümmernitz, Müggenbusch, Nitzow, Toppel, Vehlgast, Waldfrieden, Warnau en Wöplitz.
Volgens artikel 13, lid 1, van dit stuk zijn 11 van deze Ortsteile gegroepeerd in zes Ortschaften, die elk een soort van deelgemeenteraad hebben:
- 1. Jederitz, alleen bestaande uit het gelijknamige Ortsteil;
- 2. Nitzow, bestaande uit Nitzow en Dahlen;
- 3. Vehlgast-Kümmernitz, bestaande uit Damerow, Klein-Damerow, Kümmernitz, Vehlgast en Waldfrieden;
- 4. Garz alleen bestaande uit het gelijknamige Ortsteil;
- 5. Kuhlhausen, alleen bestaande uit het gelijknamige Ortsteil;
- 6. Warnau alleen bestaande uit het gelijknamige Ortsteil;

Resteren de Kernstadt Havelberg, en de Ortsteile Müggenbusch, Toppel en Wöplitz, die niet tot een van deze 6 Ortschaften behoren.
Aan de gemeentewebsite, onder Daten und Fakten, zijn de volgende bevolkingscijfers ontleend:
Totaal aantal inwoners van de gemeente peildatum 31 december 2021, volgens de burgerlijke stand: 6.376, als volgt verdeeld:
- de Hansestadt Havelberg zelf: 5.010
- Ortsteil Garz 141
- OT Jederitz 128
- OT Kuhlhausen 150
- OT Nitzow 476
- OT Vehlgast-Kümmernitz 241
- OT Warnau 230.

## Geografie en verkeer
Havelberg ligt dicht bij de monding van de rivier de Havel in de Elbe; van de Havel loopt een 3 km lang verbindingskanaal, in noordwestelijke richting, naar de Elbe. De beide rivieren stromen vanaf Havelberg nog 10 km bijna parallel aan elkaar naar het noordwesten, voordat de Havel in de Elbe uitmondt bij Rühstädt. 

### Naburige gemeentes
- In het westen en zuiden:
  - Werben
  - Sandau
  - Kamern
- In het noorden en oosten, in de Landkreis Ostprignitz-Ruppin in Brandenburg:
  - Breddin
- In het zuidoosten:
  - Havelaue, in het Amt Rhinow.

Wat verderop gelegen grotere steden zijn:
- Wittstock/Dosse, 35 km noordoostwaarts, aan de Autobahn A 24
- Tangermünde, 35 km zuidwaarts
- Stendal, ten westen van Tangermünde, niet ver van de Autobahn A 14.

### Infrastructuur
Door Havelberg loopt de Bundesstraße 107. Openbaar vervoer binnen, van en naar de gemeente is beperkt tot weinig frequente busdiensten, waarvan de lijn Stendal -Havelberg- Glöwen v.v.  (1 x per uur op werkdagen; enkele malen per dag in het weekend) nog de minst slechte verbinding is via het stationnetje van Glöwen, ruim 10 km ten noorden van Havelberg, over de B 107. Vanuit Glöwen, dat in de gemeente Plattenburg ligt, kan men per trein o.a. naar Berlijn reizen, en vanuit Stendal naar o.a. Hannover.
De stad beschikt over een binnenhaven en, aan de noordwestkant, een jachthaven aan de Havel.
De Bundeswehr beschikt aan de noordwestkant van Havelberg over een kazerne.

## Economie
Het belangrijkste industriële bedrijf in de gemeente is de scheepswerf Kiebitzberg aan de zuidoever van de Havel, waarvan de geschiedenis tot de 18e eeuw teruggaat. De werf zelf ontstond kort na de Duitse hereniging van 1990 uit een fabriek van houten meubels. De eigenaar kocht een failliete scheepswerf, met groot bedrijfsterrein, op en ontwikkelde er allerlei activiteiten in hout- en al spoedig ook metaalbewerking. Gebouwd worden vooral replica's van klassieke schepen van uiteenlopende grootte. Zo werden rondvaartboten voor op de Spree in Berlijn gebouwd, en in 2008 een kopie van een Mississippi-raderboot. Veel schepen zijn voorzien van op zonne-energie werkende motoren. Het bedrijf bouwt ook, van aluminium en hout, onderdelen van en meubilair voor in schepen. Tot het bedrijf behoort intussen ook een hotel in Havelberg.
Van groter economisch belang is de dienstensector. Met name het toerisme is na 1990 in betekenis toegenomen.

## Geschiedenis

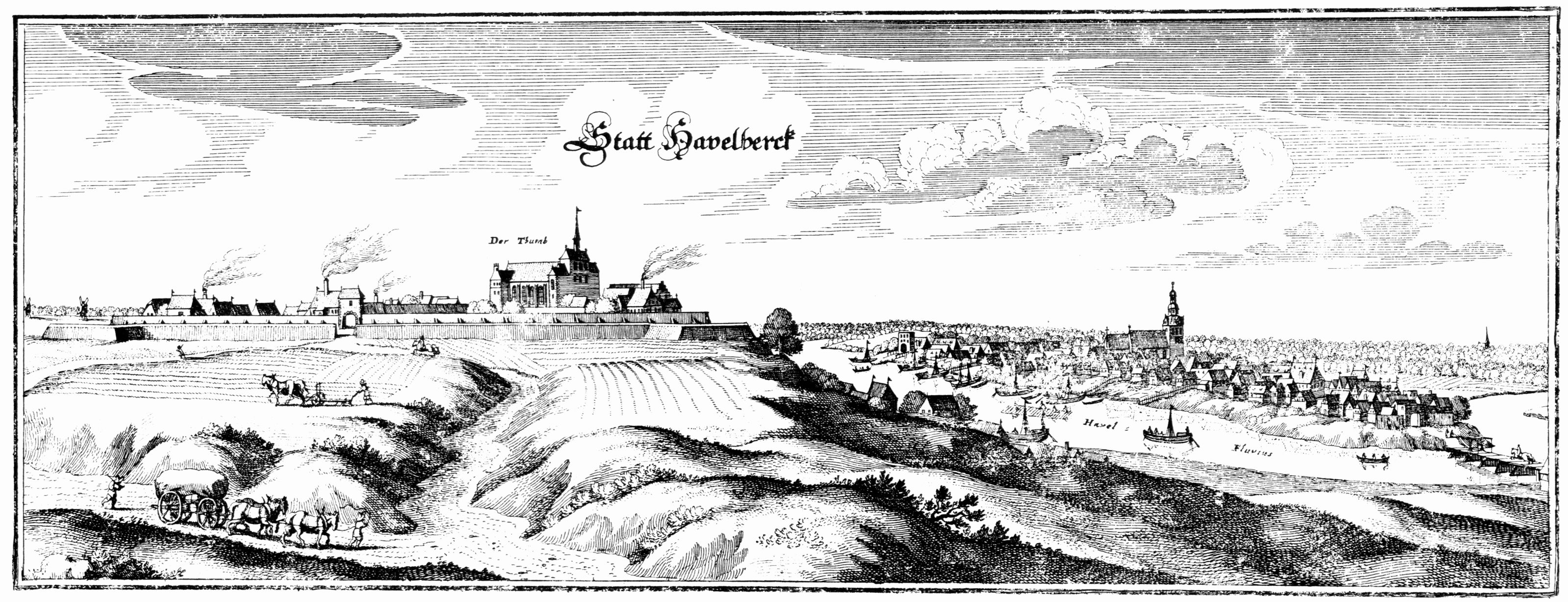
Havelberg op een Merian-prent uit 1652
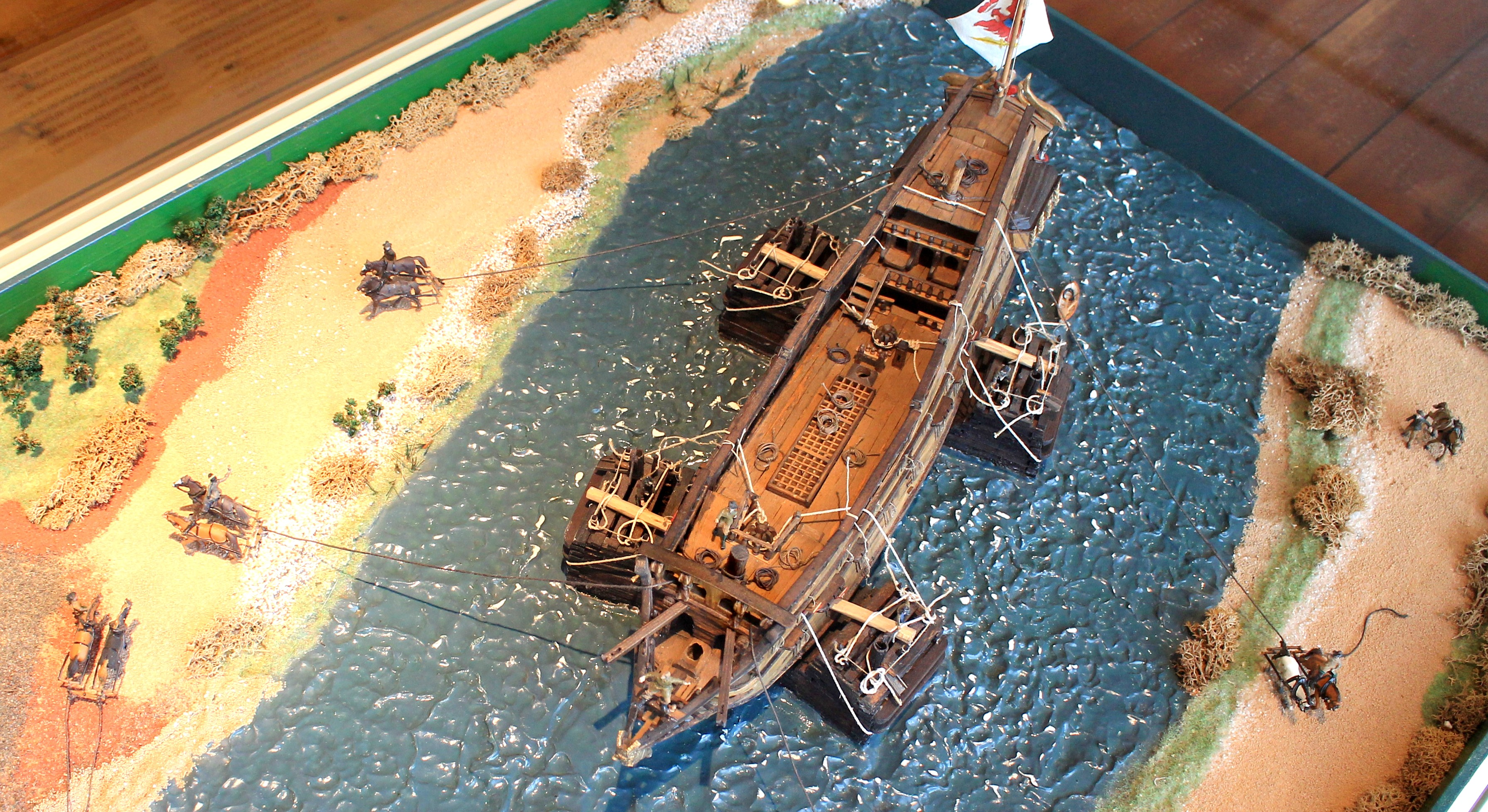
Reconstructie vervoer schip met behulp van scheepskamelen

In september  929 had Hendrik de Vogelaar een militaire overwinning op de Slaven behaald in de Slag bij Lenzen. De Slavische gebieden werden niet bezet; wel werden hun bewoners tribuutplichtig. Tijdens de Slavische opstand (983) werd Havelberg veroverd door een Slavisch leger. Daarbij werd Diederik van Haldensleben afgezet als markgraaf van de Noordmark. Pas omstreeks 1136 had Albrecht de Beer, markgraaf van Brandenburg, Havelberg weer definitief in zijn macht, en een 150-jarige periode van Slavische, niet-christelijke, heerschappij werd beëindigd. In 1147, door de Wendische Kruistocht, werd ook het achterland van Havelberg, de Prignitz,  op de Slaven veroverd. In 1150 lieten de bisschoppen beginnen met de bouw van de Dom of Marienkirche.
De stad bestaat van origine uit een nederzetting van het in 948 door Keizer Otto I de Grote gestichte, maar weinig invloedrijke, Bisdom Havelberg, waar sinds 1170 de Dom staat, en meer westelijk, een van de Mark Brandenburg, op een schiereiland aan de noordoostoever van de Havel. Dit werd door een nog bestaande stadsgracht van het kerkelijke grondgebied gescheiden en vormt sindsdien het Stadtinsel (met de Sint-Laurenskerk), het van oudsher Brandenburgse gebied.  Verder liggen er zeer oude dijkdorpen (Berggemeinden genaamd) langs de Havel, die ook tot de stad behoren, de nog als zodanig herkenbare straten, van west-noordwest naar oost-zuidoost Havelstraße, Bischofsberg, Weinbergstraße. In een document uit 1160 wordt Havelberg een urbs (stad) genoemd.
Vanaf 1359 was Havelberg lid van de Hanze (tot 1559). De stad lag gunstig aan een handelsroute Maagdenburg- Rostock- Greifswald v.v.. ook werden er partijen hout, granen e.d. van kleine schepen op grotere overgeladen, die de Elbe afvoeren naar Hamburg en verder naar het buitenland.
In 1506 werd het domkapittel, dat officieel het stadsdeel rondom de Dom bestuurde, geseculariseerd; in 1561 werd het, als gevolg van de Reformatie, evangelisch-luthers. Tot op de huidige dag is een grote meerderheid van de christenen in de gemeente deze gezindte toegedaan. Ook de kerkgebouwen, die in dit artikel genoemd worden, zijn, tenzij anders vermeld, evangelisch-luthers.
Op 28 juni 1675, tijdens de Hollandse Oorlog, behaalden Brandenburgse troepen in de Slag bij Fehrbellin, een plaatsje  niet ver ten oosten van Havelberg, een grote militaire overwinning op Zweden.
In de laatste jaren van de 17e eeuw deed een Zeeuwse kaper, Benjamin Raule, van zich spreken. Deze was vanaf 1675 aan Brandenburgse zijde als kaper actief in de Schoonse Oorlog tegen Zweden. Privé dreef Raule vanuit Havelberg een houthandel. In 1687 gaf keurvorst Frederik Willem I van Brandenburg aan Raule, aan wie daarvoor de titel Generaldirecteur de Marine was toegekend, de opdracht, in Havelberg een marinewerf op te richten. Zo ontstond, op een locatie, waar hout in overvloed gemakkelijk verkrijgbaar was, en waar fiscaal gunstige voorwaarden voor de handel golden, de Kurfürstliche Werft Havelberg. De locatie had het nadeel, dat de Havel en  Elbe ter hoogte van Havelburg eigenlijk te ondiep waren voor het transport van schepen richting zee.  Raule liet op de werf ook schepen voor zijn eigen bedrijf bouwen. In Havelberg werden slechts de scheepsrompen gebouwd, en met behulp van o.a. scheepskamelen de Elbe afgesleept, naar Hamburg, waar de vaartuigen afgebouwd werden. De werf was geen lang bestaan beschoren; in 1702 werd de marinewerf opgeheven en voor slechts 600 taler aan het Domkapittel verkocht. Later heeft nog van 1779-1786 een koninklijke  zeescheepswerf in Havelberg bestaan; deze diende voor de bouw van schepen ten behoeve van de handel in- en export van eiken- en vurenhout.
Sedert 1685 is Havelberg een garnizoensstad.
Stadsbranden deden zich voor in  1661, 1749  en 1870.
In 1716 ruilde de Pruisische koning Frederik Willem I de beroemde Barnsteenkamer met tsaar Peter de Grote van Rusland voor 55 zeer lange soldaten. Het besluit hiertoe werd genomen tijdens een ontmoeting tussen deze twee vorsten, die plaatsvond te Havelberg.
In 1785, 1805,  1809, 1885 en 1909 leed Havelberg veel schade als gevolg van, in het laatste geval  door een dijkbreuk veroorzaakte, overstromingen.
Zoals ook elders in Duitsland, werden hier ten tijde van het Derde Rijk verscheidene Joden en communisten slachtoffer van vervolging.  Ter herdenking van deze slachtoffers staan op diverse plaatsen in de gemeente gedenktekens. 
In mei 1945, aan het eind van de Tweede Wereldoorlog, blies de terugtrekkende Wehrmacht enige bruggen rondom Havelberg op. Grote oorlogsschade bleef verder uit. De stad werd in mei 1945 door Amerikaanse troepen veroverd,  die Havelberg, op grond van hetgeen tijdens de  Conferentie van Jalta was besloten,  aan het Russische Rode Leger overdroegen.

Van 1949 tot 1990 lag Havelberg in de DDR.
Historische gebeurtenissen van meer dan plaatselijke betekenis zijn sindsdien niet overgeleverd.

## Bezienswaardigheden, toerisme
- Havelberg heeft een, grotendeels op een riviereiland (Stadtinsel, Stadseiland) in de Havel gelegen, historisch  en bezienswaardig stadscentrum. Tot de gebouwen, die zich daar bevinden, behoren de Dom van Havelberg, de gotische hallenkerk St. Laurentius op het Stadseiland,  en nog talrijke andere monumentale gebouwen.
- Ten westen van Havelberg-centrum ligt een eiland in de Havel met de naam Spülinsel. Hier bevindt zich een grote camping.
- Ten noordoosten van de stad liggen enige bossen, die zich lenen voor wandelingen.
- Havelberg ligt in een gebied, waar veel langeafstands-fietsroutes doorheen lopen, waaronder, langs de Elbe, de Elberadweg en de bijna 400 km lange Havelradweg.
- De plaatselijke paardenmarkt heeft een tot 1750 teruggaande traditie. Rondom deze jaarlijkse  markt, die vier dagen duurt, en meestal op de eerste zondag van september eindigt, vindt ook een groot volksfeest met o.a. een kermis plaats.
- In een gebouw naast de Dom van Havelberg is sedert 1904 het Prignitz-Museum gevestigd, een regionaal historisch museum.
- Een modern gebouw, genaamd Haus der Flüsse, huisvest een informatiecentrum over het biosfeerreservaat Mittelelbe.  Het gebouw staat aan de zuidoever van de Havel, tegenover het Stadseiland.

## Afbeeldingen

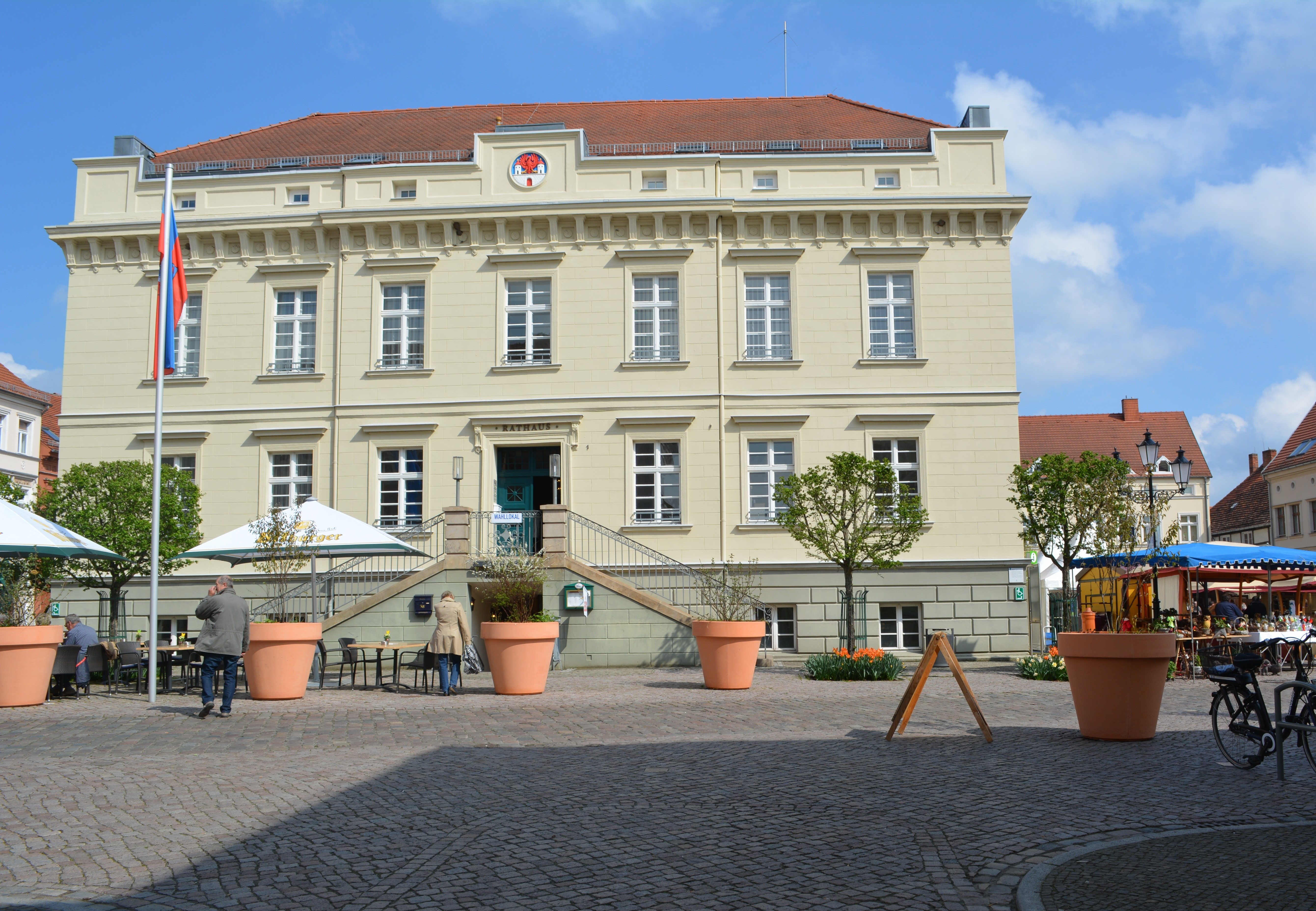
Stadhuis (1854; gerenoveerd in 1996)
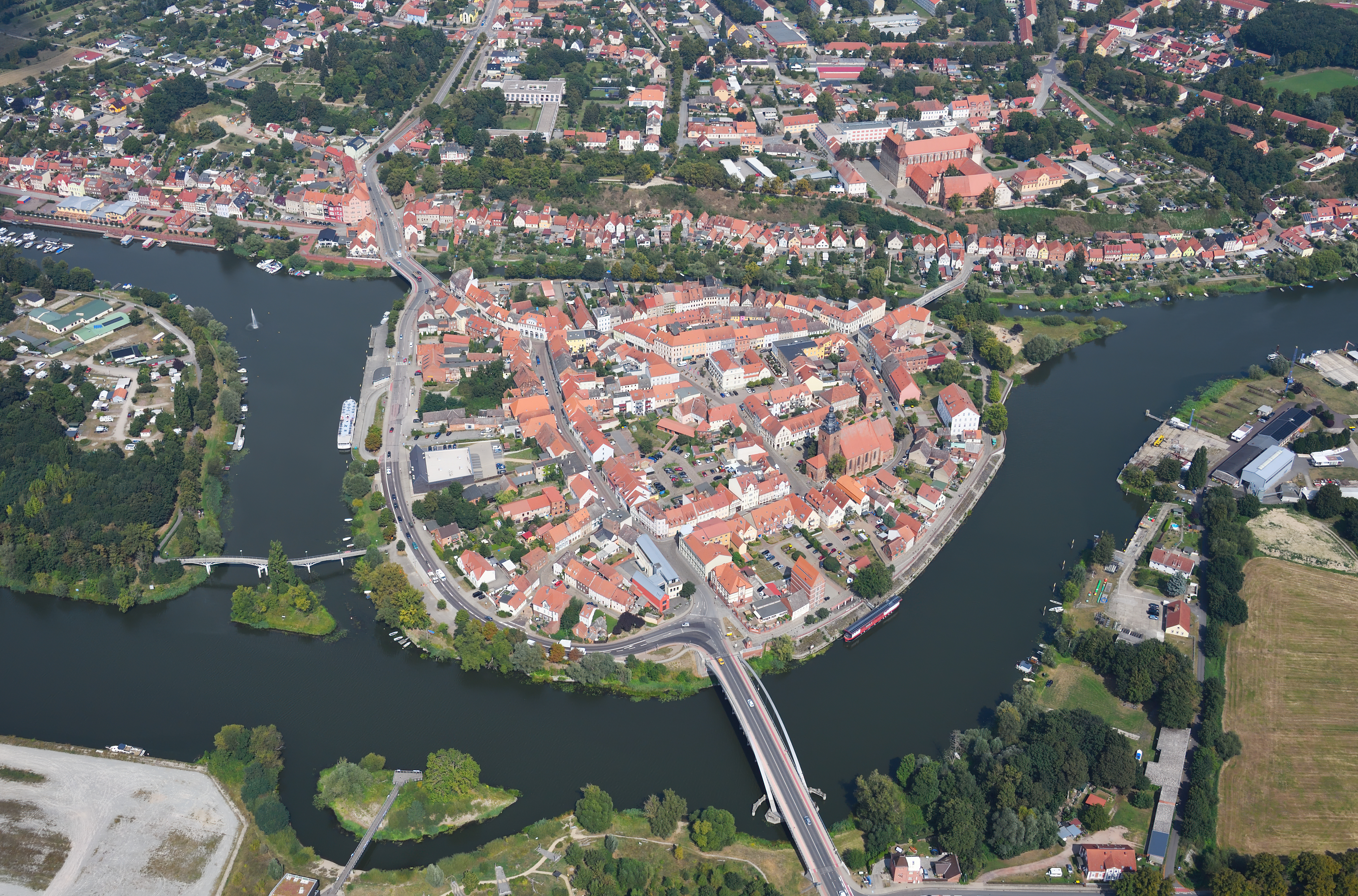
Luchtfoto van het stadscentrum. Rechtsboven de Dom.
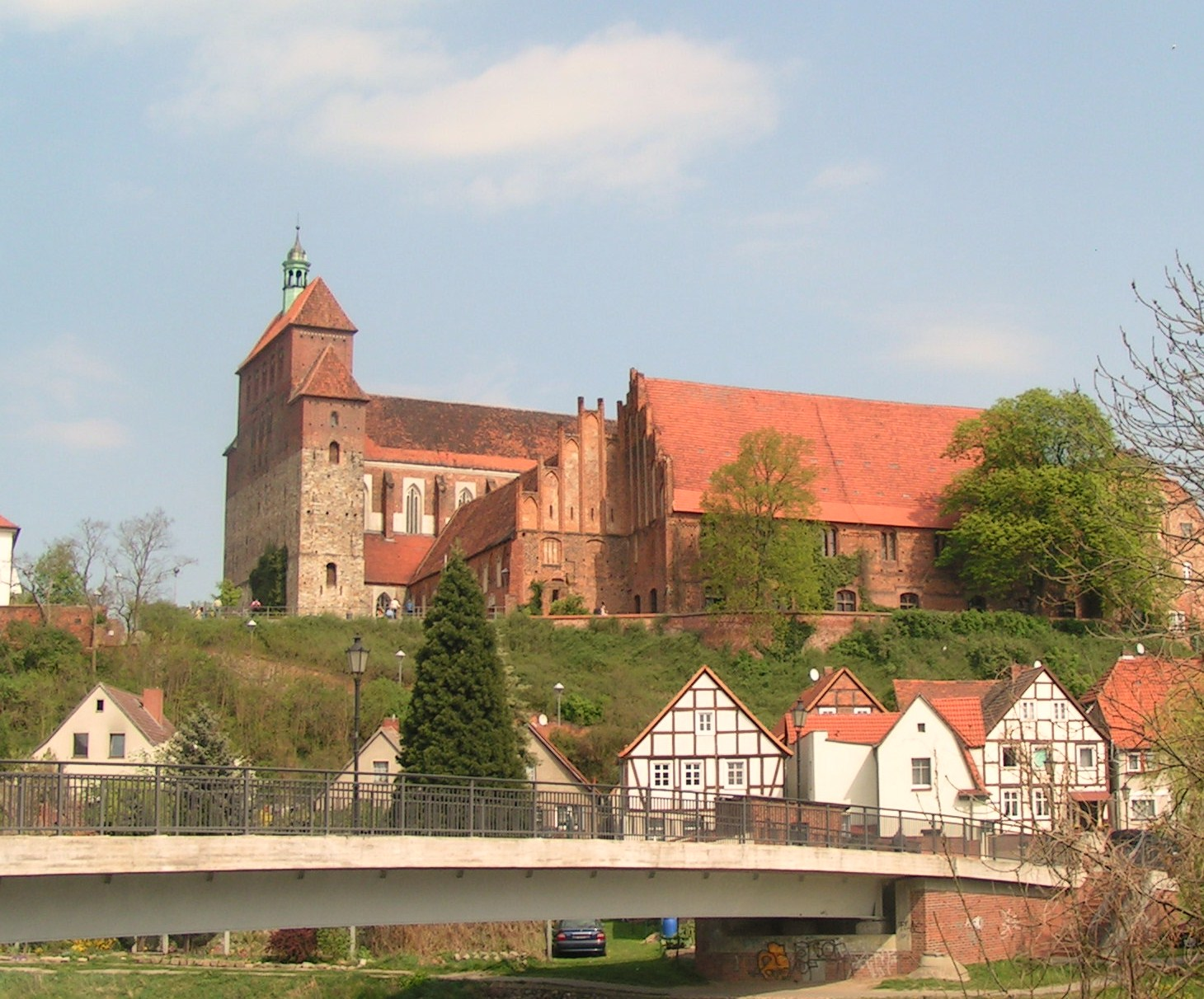
De Dom of Marienkirche van Havelberg
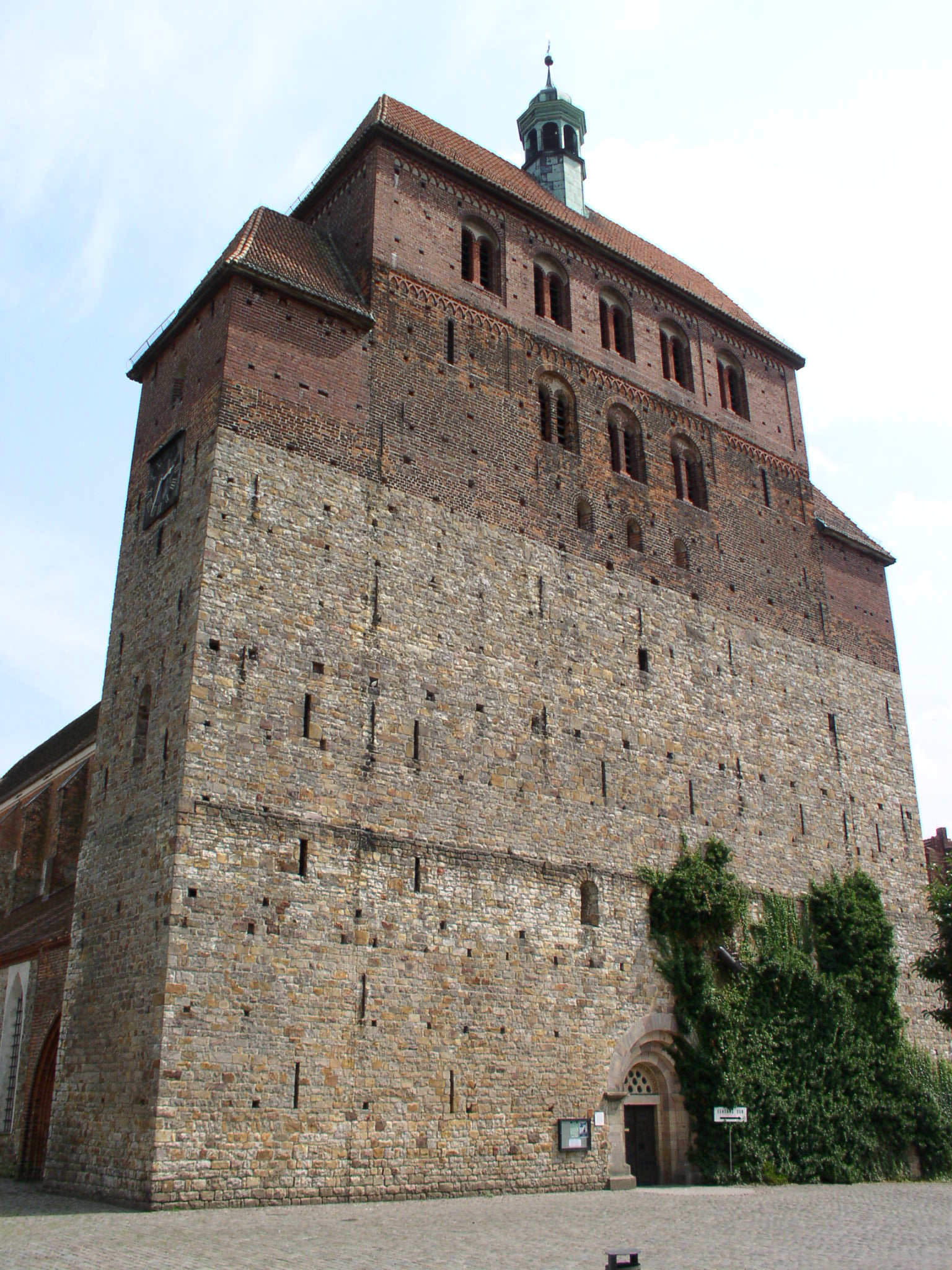
De Dom, romaans westwerk
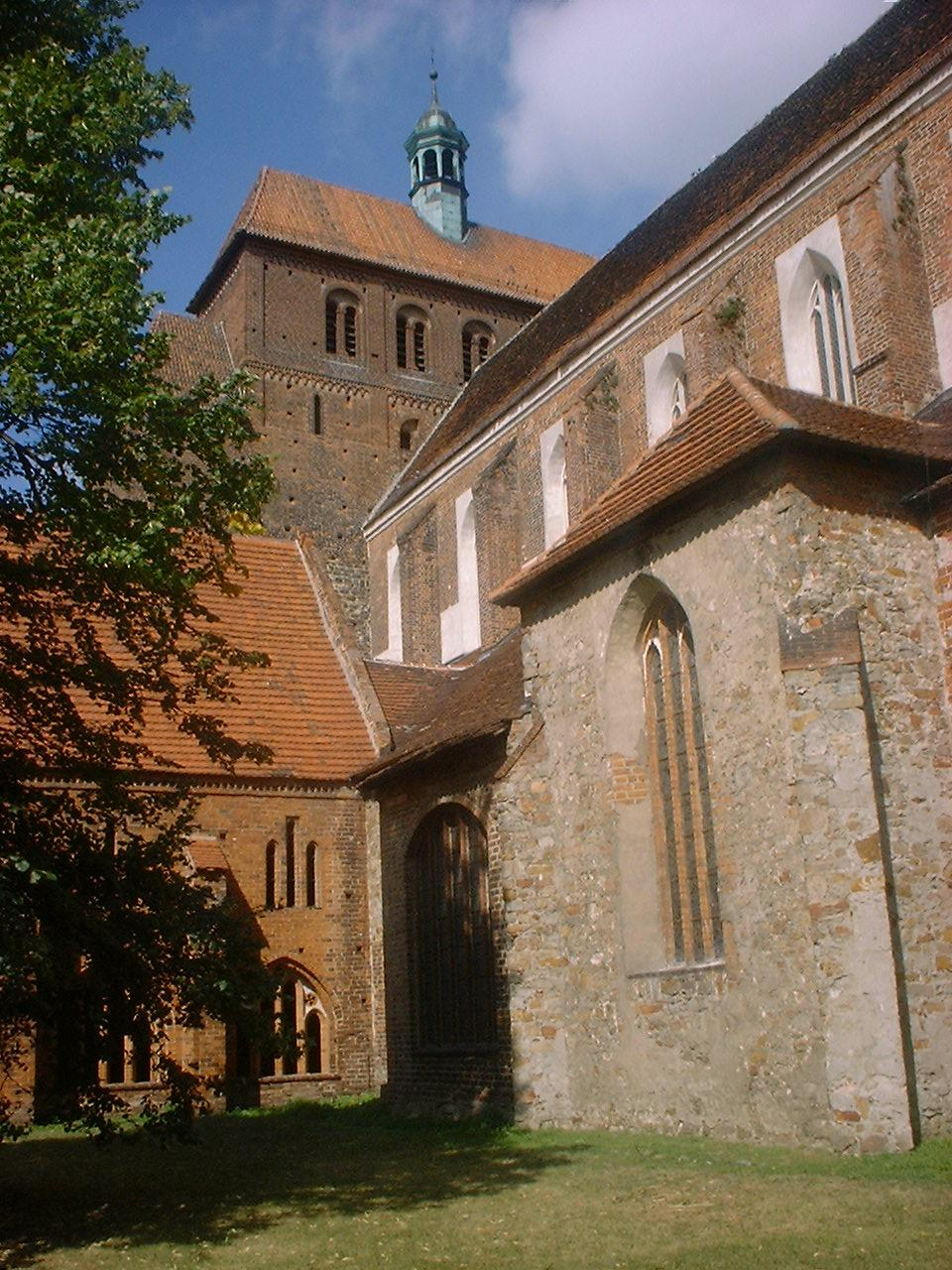
Kloosterhof
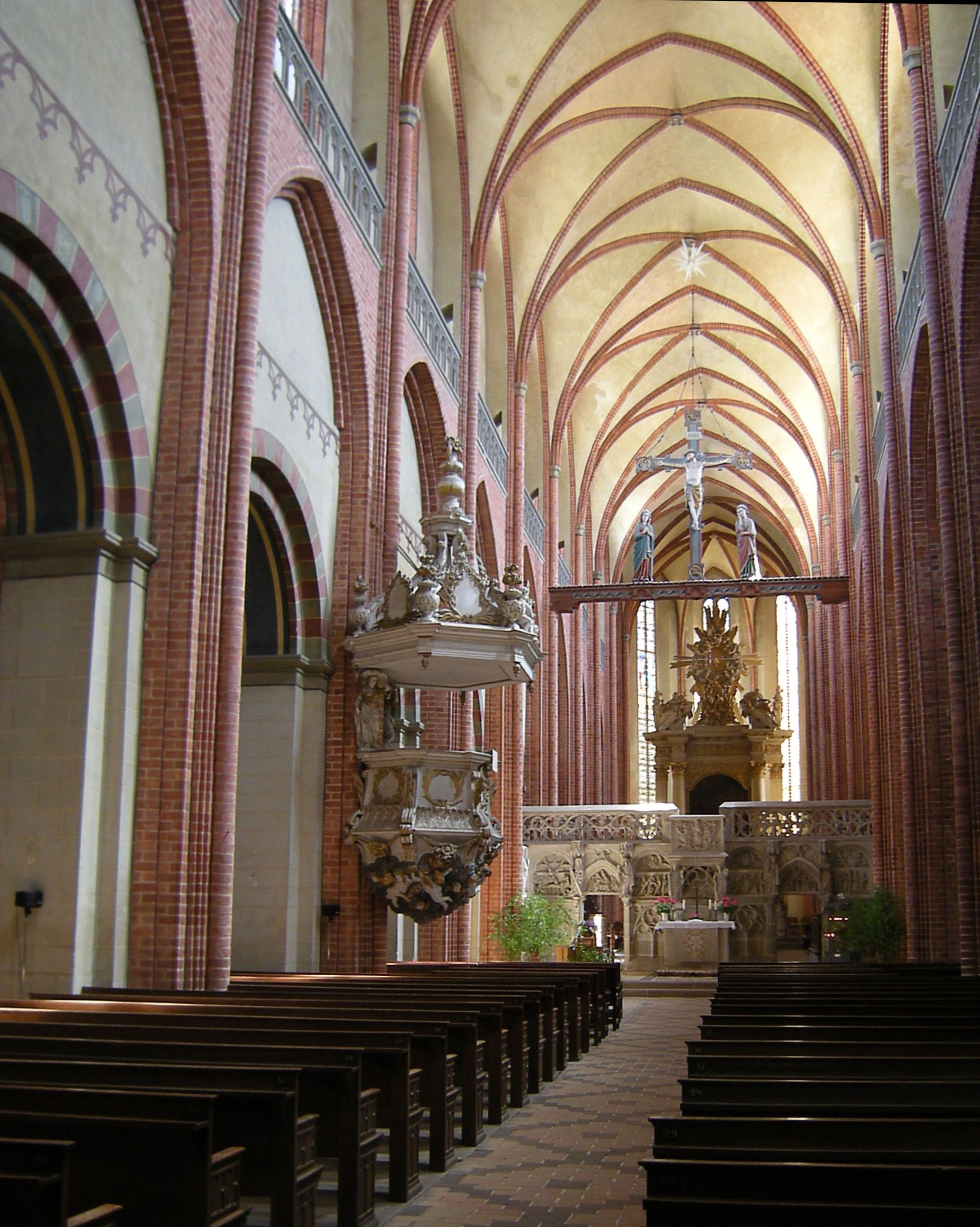
Schip van de Dom
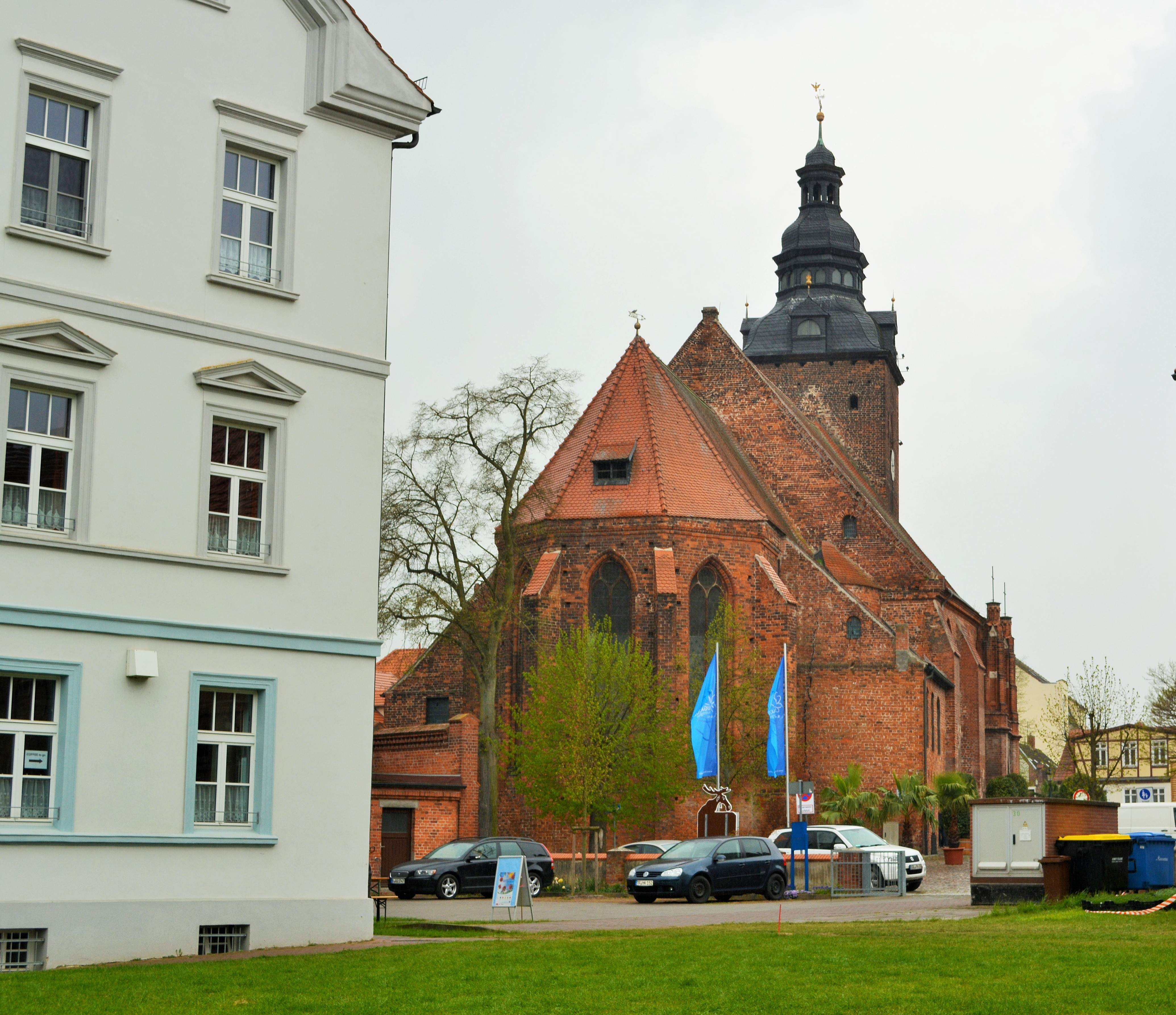
St. Laurentiuskerk
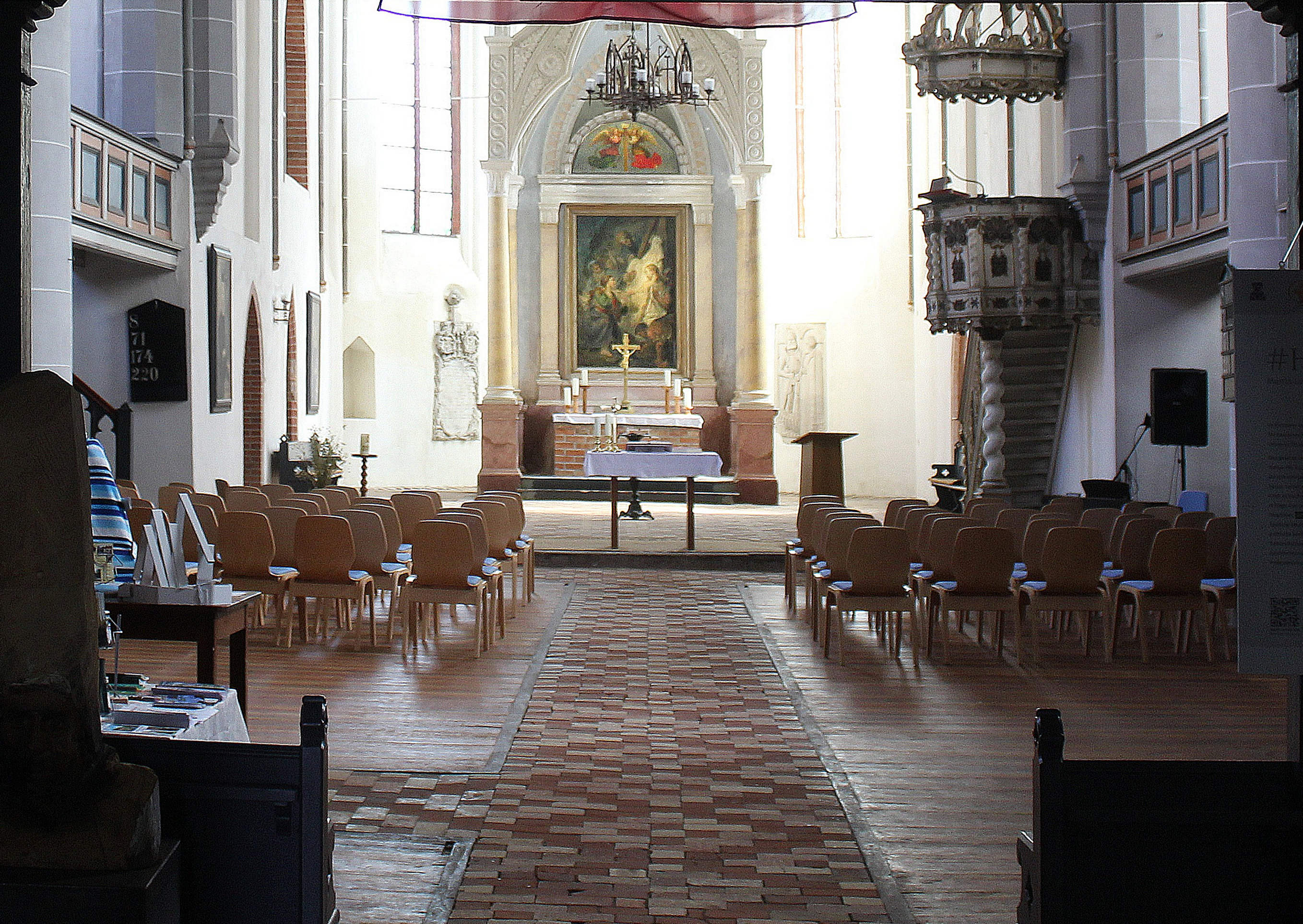
Interieur van deze kerk (18e en 19e eeuw)
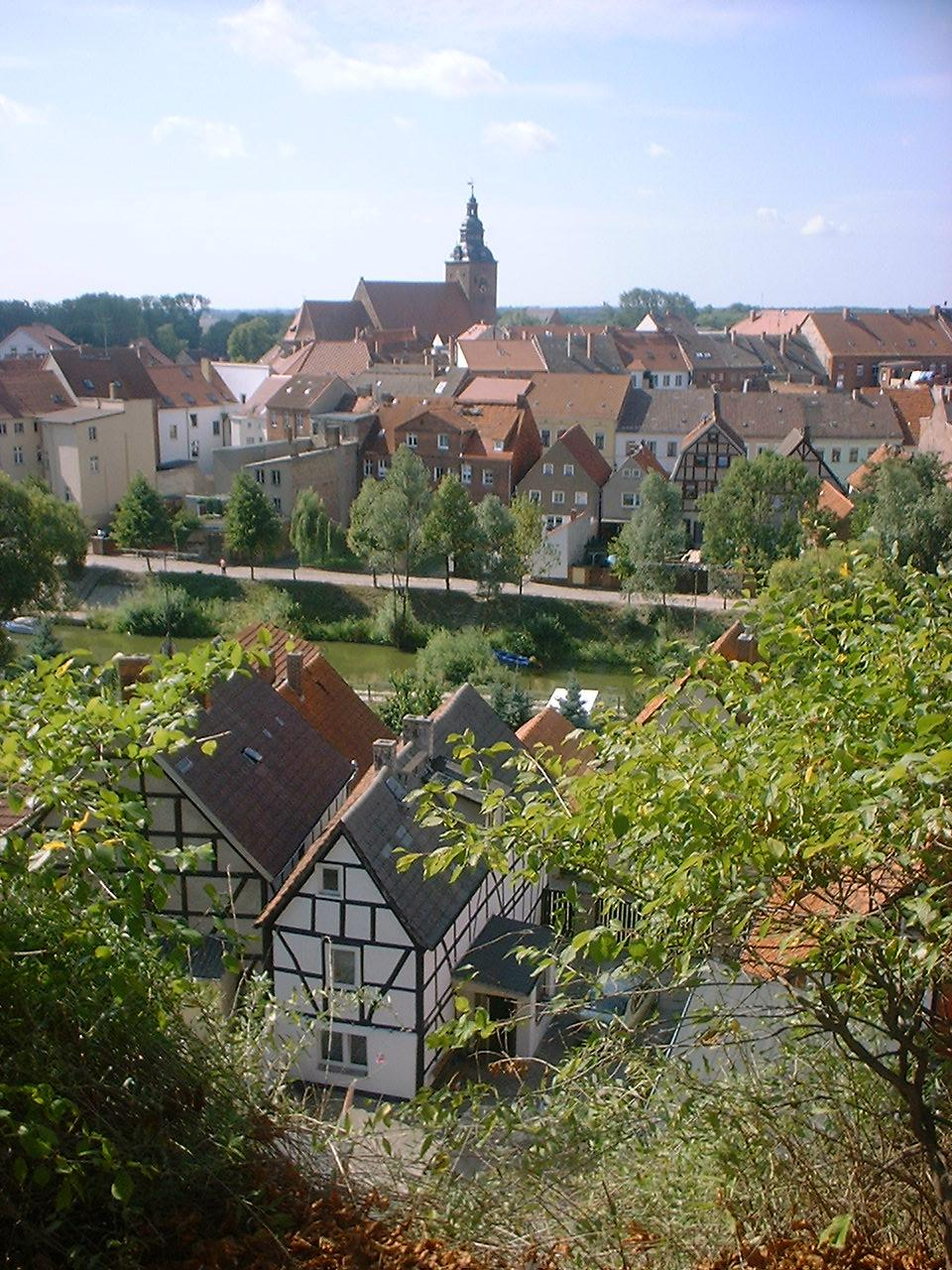
De oude stad met de stadsgracht op de voorgrond
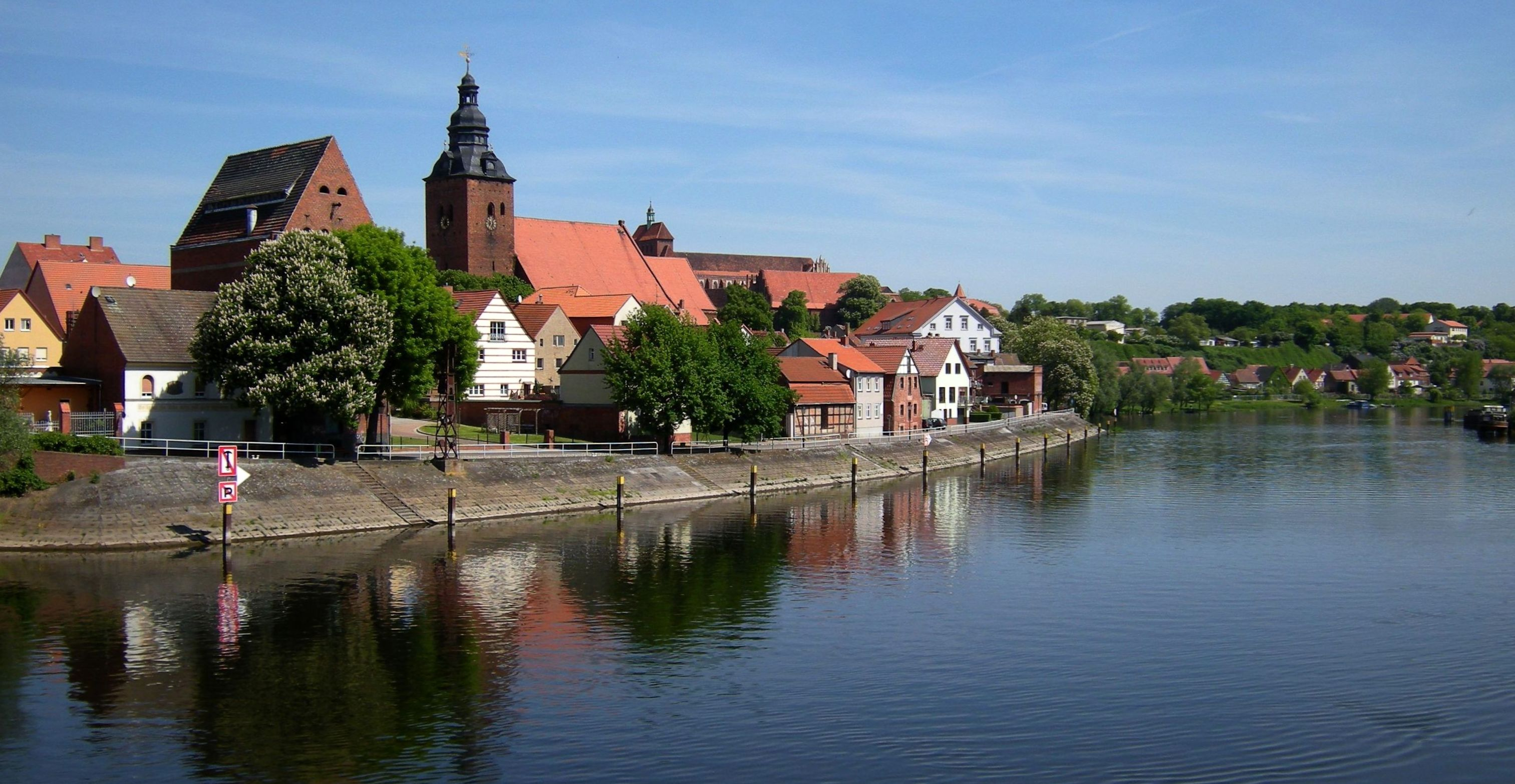
Centrum, vanaf de brug over de Havel
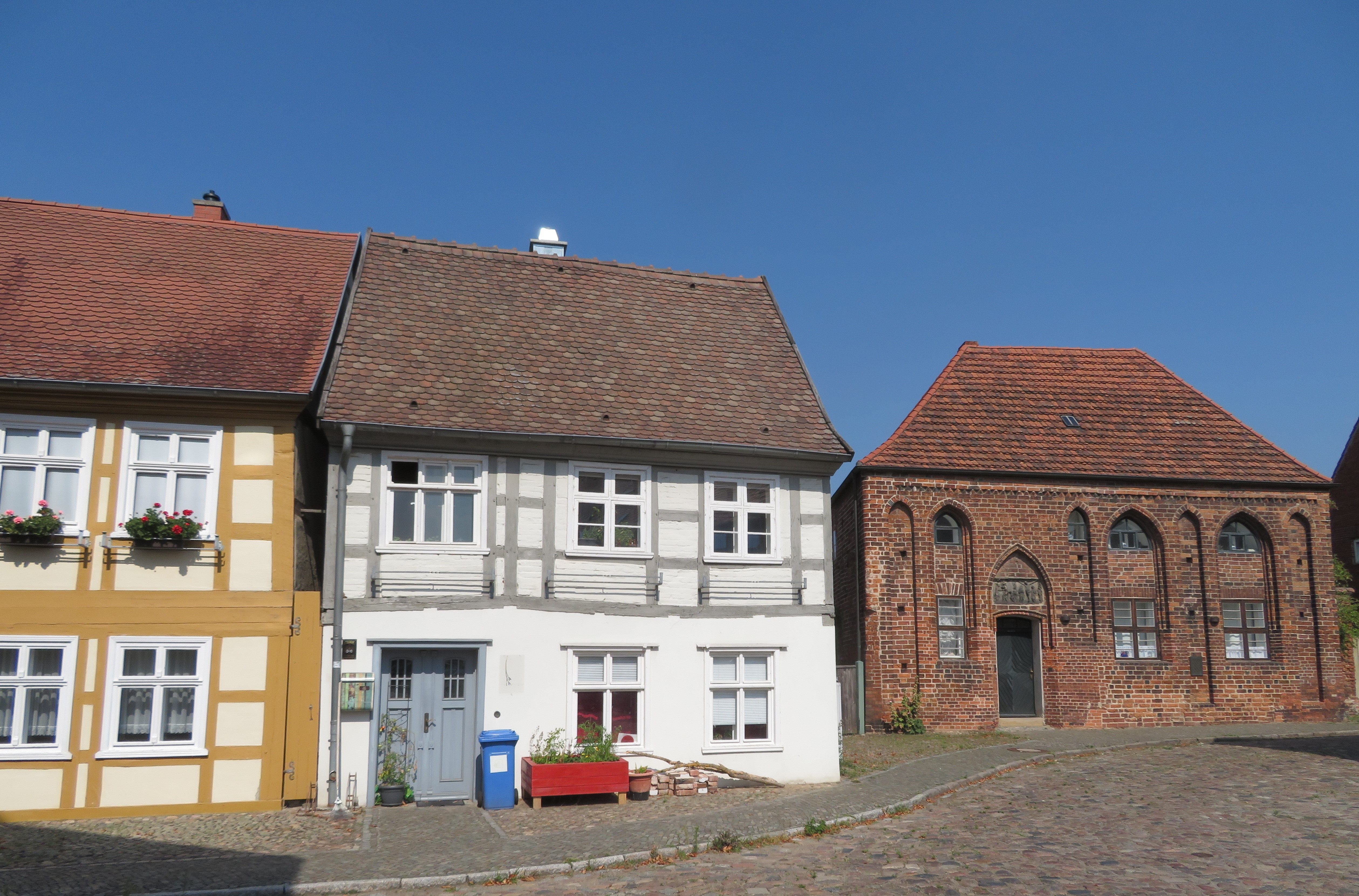
Zoutmarkt, rechts het Begijnenhuisje (1390; oudste huis van de stad)
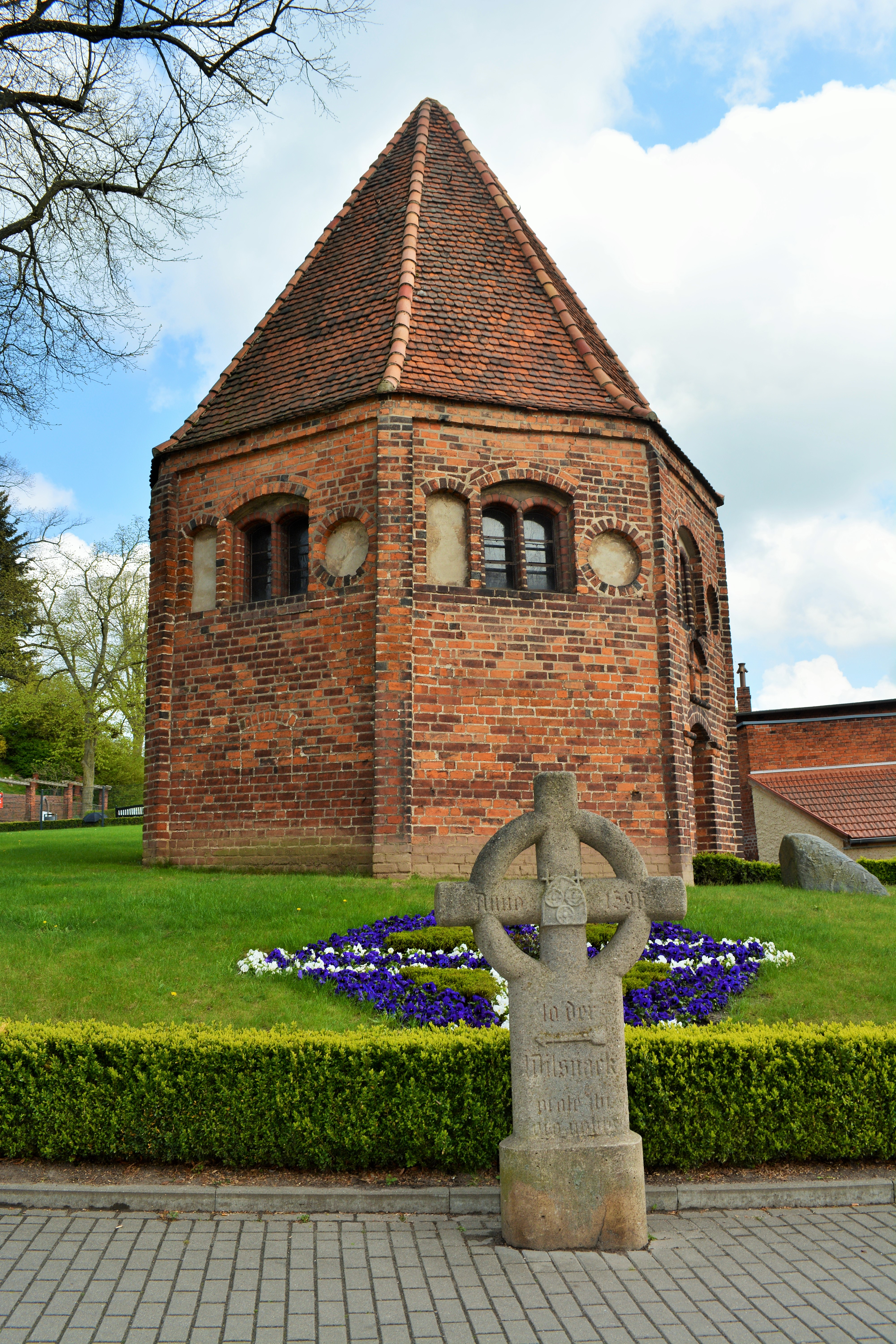
15e-eeuwse Sint-Annakapel
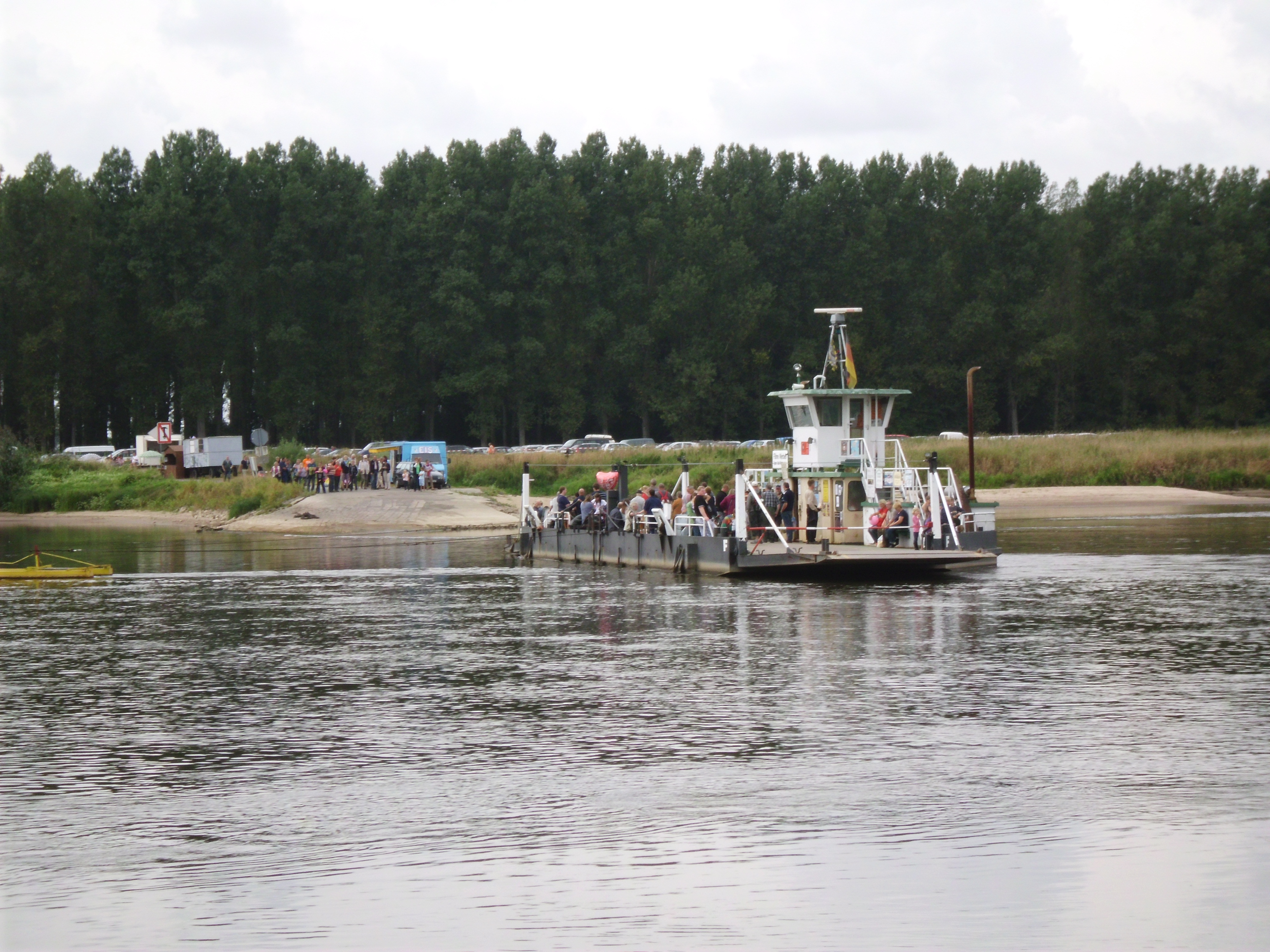
Pontveer over de Elbe
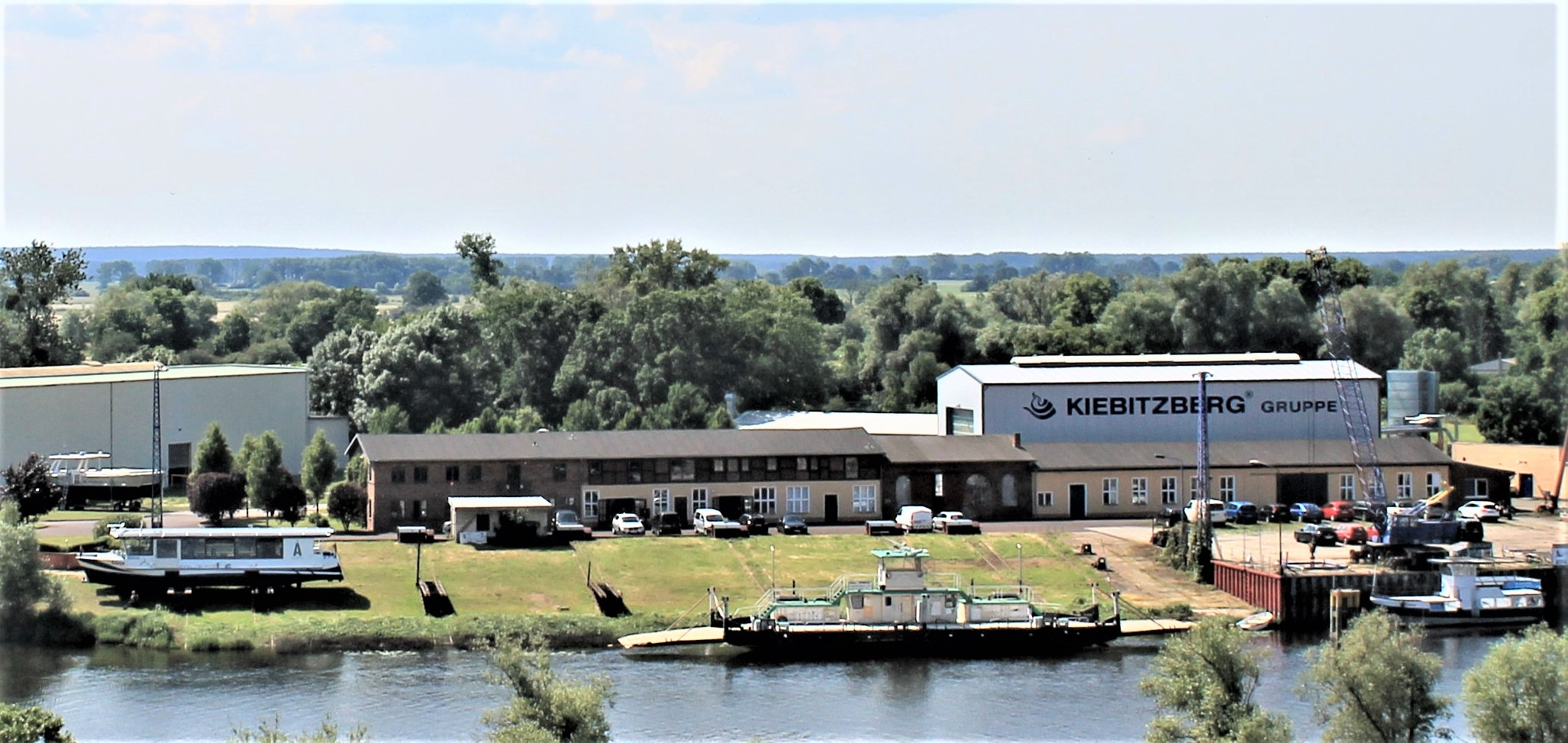
Scheepswerf Kiebitzberg

## Bekende personen in relatie tot de gemeente
- Wichard Joachim Heinrich von Möllendorff (Wittenberge-Lindenberg, 7 januari 1724 - Havelberg, 28 januari 1816 te Havelberg [6]), zeer hoog Pruisisch officier (Generalfeldmarschall), vanaf 1754 domheer van het domkapittel te Havelberg
- Gustav Gerneth (Stettin, 15 oktober 1905 – Havelberg, 21 oktober 2019), supereeuweling
- Christoph Hein, (Heinzendorf, tegenwoordig Jasienica (Silezië), 8 april 1944), succesvol romanschrijver, tevens dramaturg, woont sinds 2011 te Havelberg
- Annett Louisan, artiestennaam van Annett Päge (Havelberg, 2 april 1977), zangeres en muzikante

## Partnergemeentes
Havelberg onderhoudt jumelages met:
- Verden, Duitsland
- Warwick, Engeland
- Saumur, Frankrijk